# R2D2 (компьютерный вирус)
R2D2 (также известен как R2-D2, 0zapftis и Bundestrojaner) — троян и шпионская программа, созданная германским правительством для слежки за компьютерами возможных преступников. Использовалась как минимум в 5 землях Германии (Баден-Вюртемберг, Бранденбург, Шлезвиг-Гольштейн, Бавария и Нижняя Саксония), а также за её пределами. Троян получил своё название после обнаружения в её коде строки «C3PO-r2d2-POE».
Впервые он был обнаружен и исследован хакерским обществом Chaos Computer Club в октябре 2011 года. Возможным автором трояна является разработчик программного обеспечения DigiTask, который ещё до анализа вируса представил программу для слежки за разговорами в Skype.

## Схема работы вируса
R2D2 заражает системы Windows. Он распространяется через электронную почту, рассылая письма с вложениями или ссылками. При скачивании вложения или переходе по ссылке происходило заражение устройства. Вирус способен записывать нажатия клавиш и аудио, отслеживать звонки по Skype и переписки в Yahoo! Messenger, активировать веб-камеры и устанавливать бэкдоры на заражённые устройства. При этом вирус связывается с IP-адресом, по всей видимости расположенным в Дюссельдорфе или Нойсе.